# Aşağı Malax
Aşağı Malax är en ort i Azerbajdzjan.   Den ligger i distriktet Qax Rayonu, i den norra delen av landet, 270 kilometer väster om huvudstaden Baku. Aşağı Malax ligger 670 meter över havet och antalet invånare är 304.
Terrängen runt Aşağı Malax är kuperad åt sydväst, men åt nordost är den bergig. Närmaste större samhälle är Qax, 7,7 kilometer nordväst om Aşağı Malax. 
Omgivningarna runt Aşağı Malax är en mosaik av jordbruksmark och naturlig växtlighet. Runt Aşağı Malax är det ganska glesbefolkat, med 38 invånare per kvadratkilometer.